# Феникс (футзальный клуб)

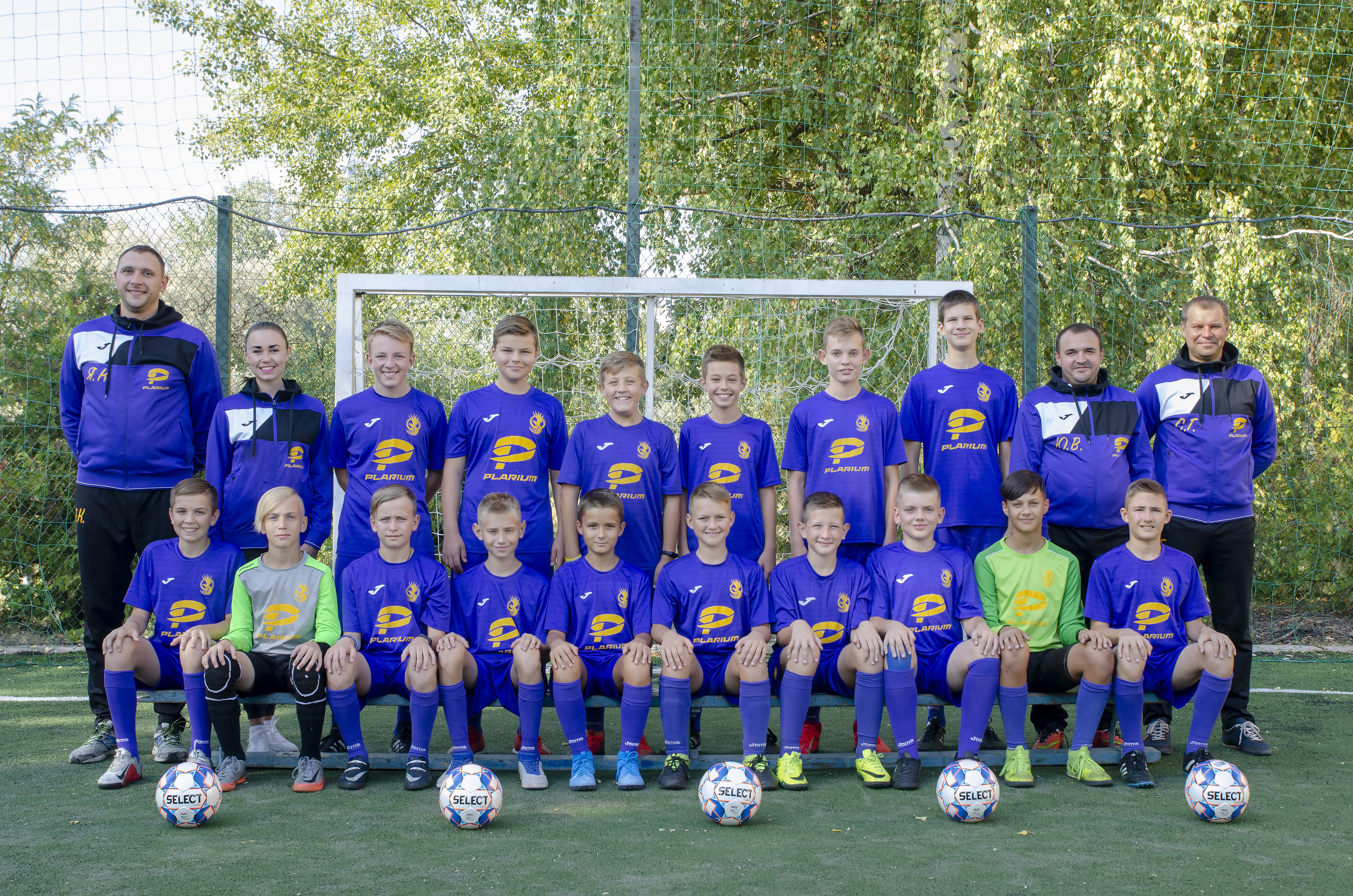
ФК «Феникс», 2019

«Феникс» (укр. «Фенікс») — украинский детский футзальный клуб из Харькова, основанный в 2015 году. Команда была создана как экспериментальный проект для детей, которые считались неперспективными и не попадали в основной состав команд в своих спортивных школах. 
В 2019 году «Феникс» попал в финальную часть Чемпионата Украины по футзалу и привлёк к себе внимание национальной спортивной общественности. 
В 2020 году «Феникс» стал обладателем Кубка Украины среди детей до 14 лет, а в 2021 году выиграл Чемпионат и Кубок Украины U-16.

## Создание команды
Экспериментальный проект «Феникс» был создан 8 ноября 2015 года в Харькове. В отличие от большинства детско-юношеских спортивных школ, игроки которых отбирались в результате селекции, «Феникс» был создан по инициативе родителей детей, не попадавших в основной состав своих команд. Благодаря разработанной методологии и её поддержке компанией Plarium, дети получили возможность заниматься с профессиональными тренерами, мастерами спорта по лёгкой атлетике, спортивной гимнастике и плаванию. Команду возглавили бывшие футзалисты Сергей Гриценко и Юрий Ващенко («Монолит»), для которых работа с «Фениксом» стала тренерским дебютом. Проект, не имевший аналогов в стране, ставил перед собой задачу определить, чего могут достичь «дети со скамейки запасных», если создать соответствующие условия для их развития.
Первые матчи команда, составленная из «неперспективных» детей, проигрывала с крупным счётом. Несмотря на это, перед тренерами ставилась задача достигать результатов только с этими детьми, без усиления извне. Кроме спортивных тренеров к работе с молодыми спортсменами привлекли психолога. Руководители проекта стремились воспроизвести модель профессионального спортивного клуба, но построить его вокруг детей, которых «отсеял» детский спорт. Так появился девиз «Героем может стать каждый».
Лишь через полтора года «Феникс» одержал первую победу на региональном уровне, выиграв Кубок Харькова. За две недели до этого команда стала победителем турнира памяти известного спортивного журналиста Бориса Ланевского. В следующем сезоне команда выиграла харьковский детский футзальный турнир «Plarium Лига». Сергей Гриценко и Юрий Ващенко, у которых до этого не было тренерского опыта, успешно сдали экзамен по программе тренеров по футзалу категории «С» и получили дипломы ФФУ-АФУ. Кроме местных турниров в 2018 году «Феникс» принял участие в товарищеском футбольном турнире в немецком Нюрнберге, где занял третье место. По результатам турнира команду пригласили на международный Raiffeisen Cup в Нюрнберге. 

## Чемпионат и Кубок Украины

### 2018/19
В сезоне 2018/19 «Феникс» впервые в своей истории получил право выступать в финальной части Чемпионата Украины по футзалу в категории U-13. Команда заняла первое место в региональном отборочном турнире, а в стыковых матчах, несмотря на поражение в первом поединке, по сумме двух встреч одолела днепровскую «Олимпию-Днепр» под руководством известного украинского тренера Александра Юзика («Будивел», «Кардинал-Ровно», «Титан-Заря»).
Решающие матчи с участием восьми лучших команд страны прошли в Херсоне в марте 2019 года. На групповой стадии харьковчане встретились с коллективами из Тернополя, Одессы и Черкасс. Благодаря голу, забитому за 4 секунды до завершения поединка против «Чёрного моря», «Феникс» сумел выйти в 1/2 финала. Несмотря на поражения в полуфинале и матче за третье место, попадание в четвёрку лучших команд страны стало на тот момент наибольшим успехом коллектива из Харькова. Удачные выступления команды привели к тому, что шестеро игроков «Феникса» были вызваны в состав Сборной Востока U-13 на Кубке Конференций, который прошёл во Дворце спорта «Юность» (Запорожье) в апреле 2019 года.

### 2019/20
По мнению футзального комментатора Артёма Терентьева, который подводил итоги сезона 2019/20, «„Феникс“… стал одним из тех коллективов, что вполне реально претендует на звание „Открытие сезона“ в украинском детско-юношеском футзале».
На протяжении сезона 2019/20 «Феникс» одержал две победы в товарищеских турнирах, завоевав золото Высшей лиги «Ярмарки футзала» в Луцке, а также на международном товарищеском турнире в Гамбурге. Что касается национального чемпионата, команда детей 2006 года рождения закончила отборочный турнир на третьем месте, пробилась в финальную часть Чемпионата Украины (U-15), которая проходила в Херсоне, но заняла лишь седьмое место в общем зачёте.
С 9 по 12 марта 2020 года «Феникс» принял участие в розыгрыше Кубка Украины среди детей 2006 года рождения, который прошёл в пгт Слобожанское Днепропетровской области. Команда завершила групповой этап на первом месте, набрав 10 очков в 5 встречах. В финальном матче «Феникс» встретился со сверстниками из команды «Олимпия-Днепр». Основное время закончилось со счётом 1:1, а в серии пенальти победу одержал «Феникс» — 3:1. Харьковчанин Иван Коньков был признан лучшим игроком турнира.

«Феникс» — обладатель Кубка Украины 2020
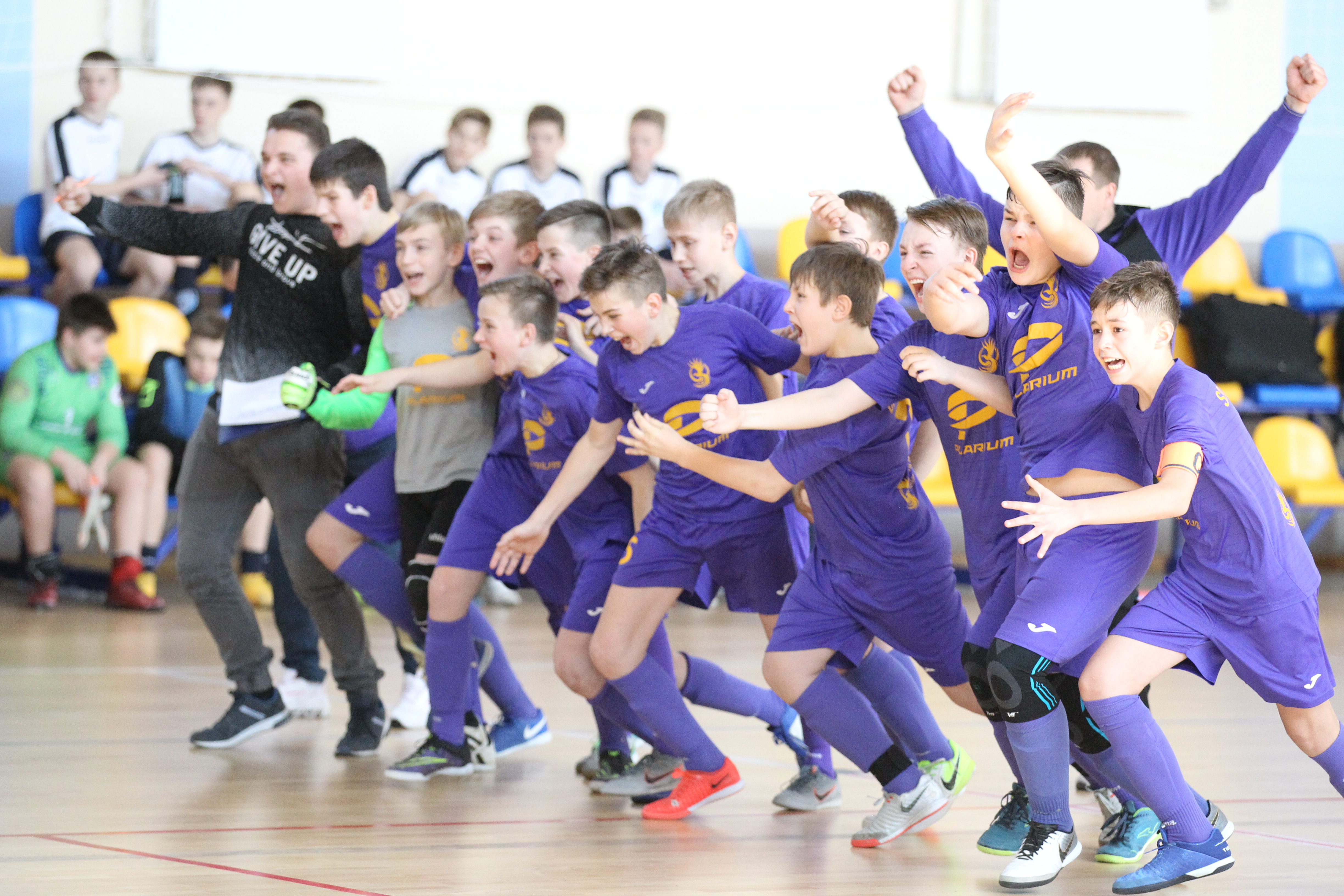
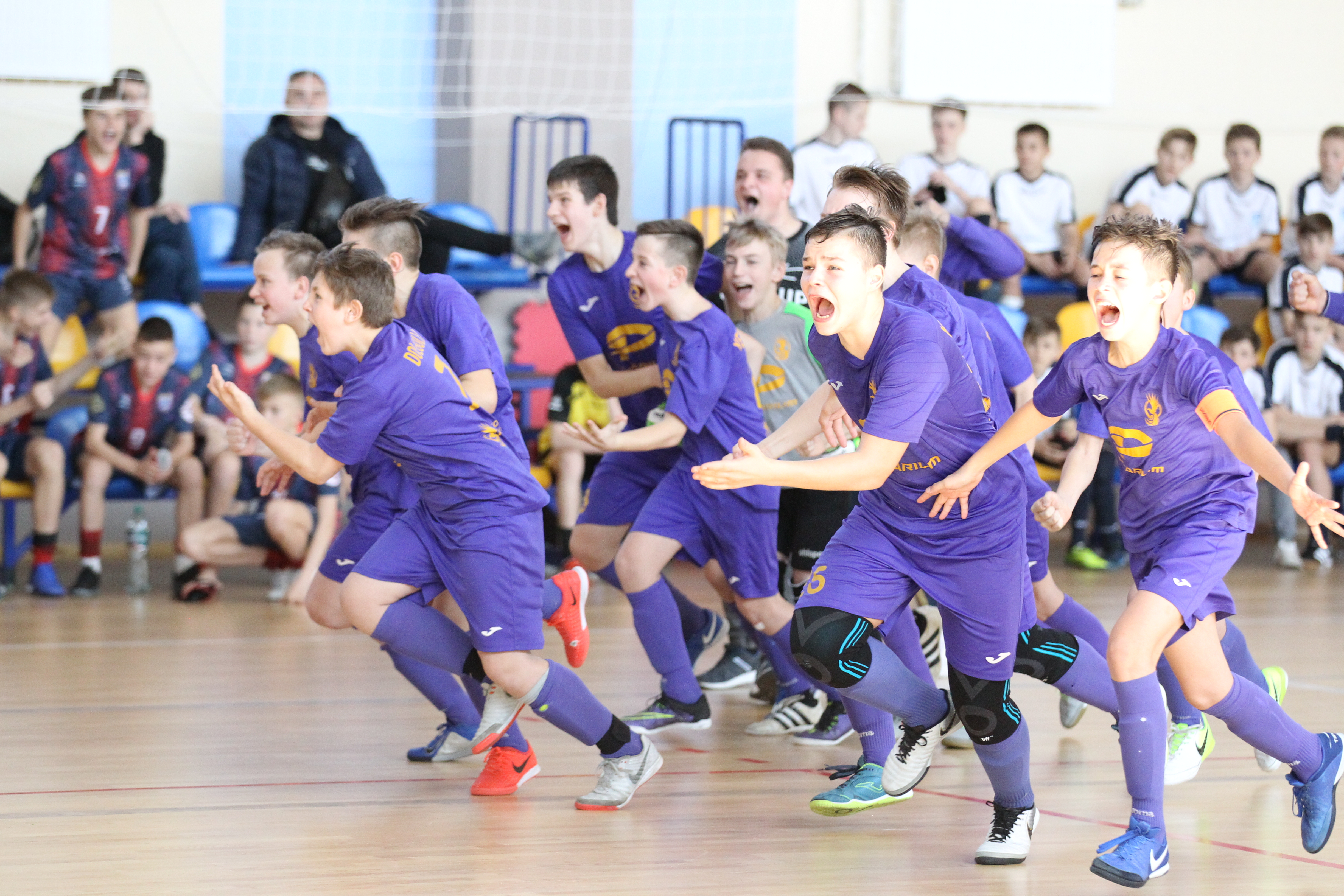
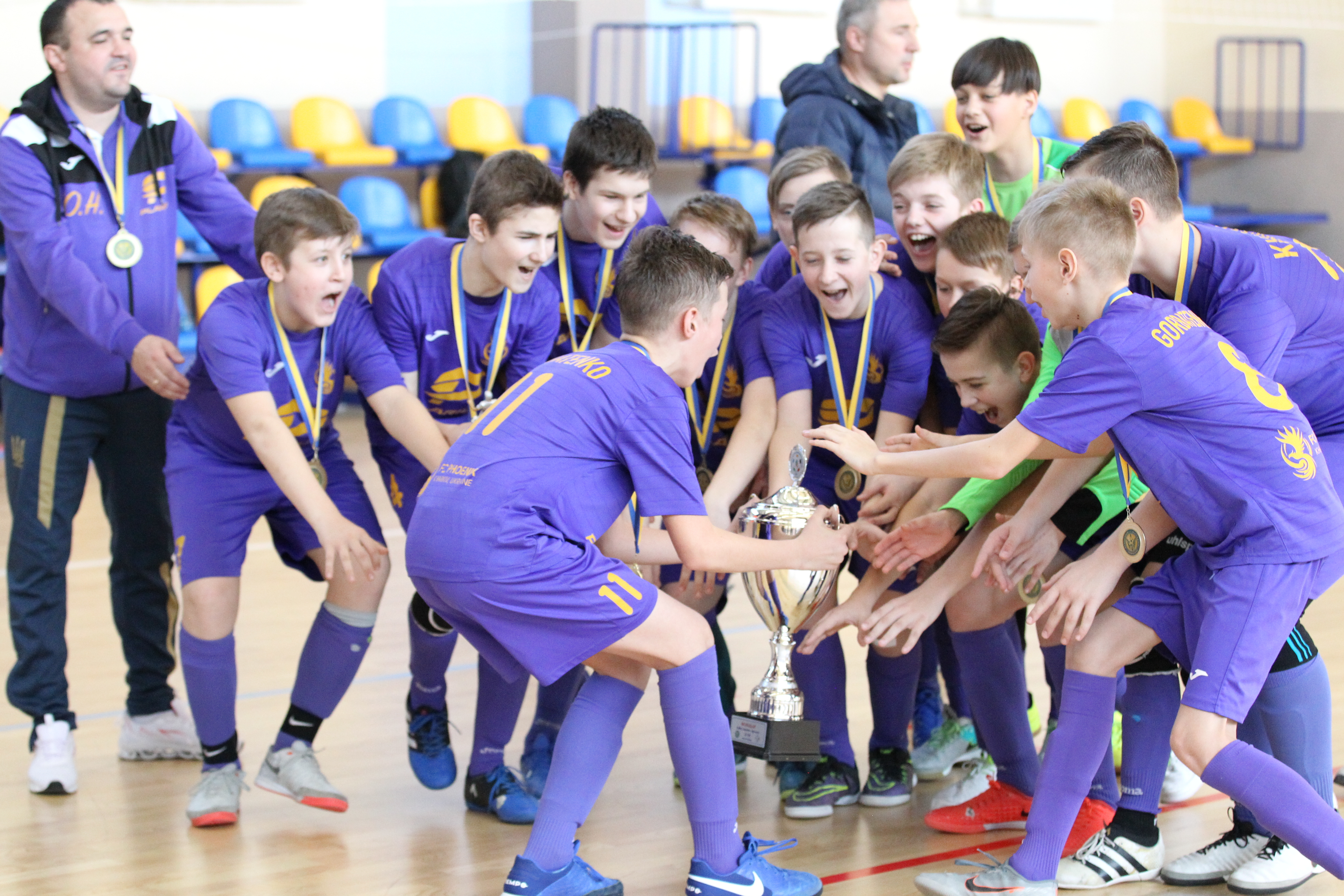
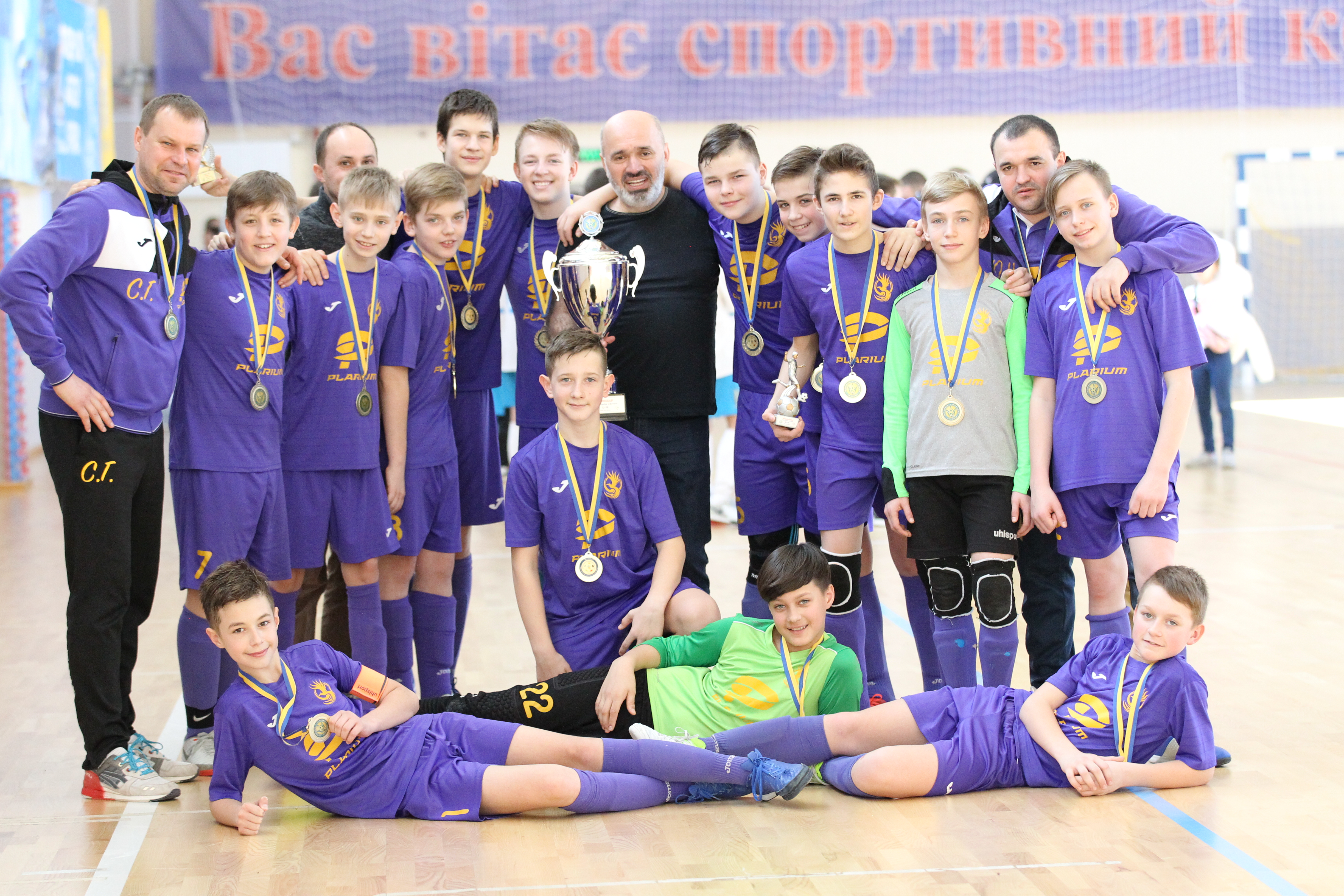
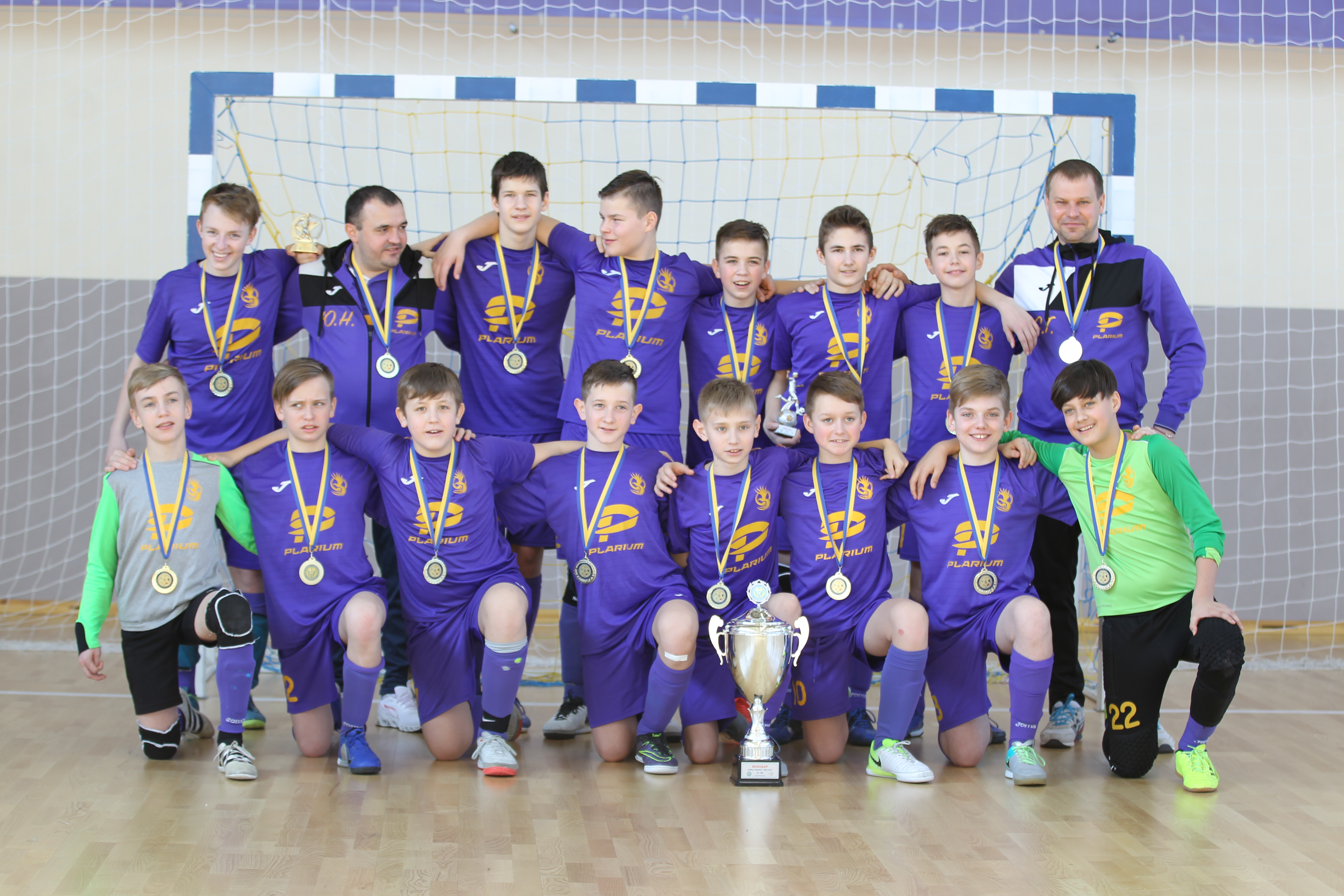

### 2020/21
В следующем сезоне команда «Феникс» приняла решение об участии в Высшей лиги Чемпионата Украины U-15. Перед стартом турнира спортивный обозреватель Артём Терентьев прогнозировал, что команда не опустится ниже пятого места. После трёх выездных туров команда оправдывала ожидания экспертов и находилась на четвёртой позиции в турнирной таблицы. Последний тур состоялся в Харькове, в спорткомплексе «Каразинский» и Дворце спорта «Локомотив» им. Г. Кирпы 23-26 февраля 2021 года. Харьковская команда сумела подняться на промежуточное первое место, но уступив в последней игре команде «ДЮСШ-Respect» из Маневичей завоевала лишь серебряные медали, отдав золото действующим чемпионам, столичной ДЮСШ № 25. По итогам турнира игрок «Феникса» Артём Шевченко получил звание лучшего игрока атакующего плана.
Помимо Чемпионата Украины, в этом сезоне «Феникс» выступил в двух других всеукраинских турнирах. В октябре 2020 года команда заняла третье место в розыгрыше Кубка Украины U-15, а Демид Евсюков был признан лучшим защитником турнира. В марте 2021 года «Феникс» пробился в финал Кубка Лиги U-15, уступив в решающем матче в серии пенальти.

### 2021/22
21 октября 2021 года ФК «Феникс» стал обладателем Кубка Украины по футзалу во второй раз, но уже в возрастной категории U16. В декабре 2021 года команда сделала «золотой дубль», став Чемпионом Украины среди детей до шестнадцати лет. После начала войны в Украине юные футболисты разъехались по разным городам страны и мира. 

## Общественная организация
Феномен футзальной команды, созданной из «неперспективных» детей, привлёк внимание как в родном Харькове, так и за его пределами. Истории проекта «Феникс» был посвящен сюжет на днепровском «9 канале». После этого игроки «Феникса», тренеры и родители были приглашены в студию канала «UA: Харків» для участия в утреннем шоу. В украинской футбольной газете «Гол!» вышла обзорная статья, посвящённая выступлению команды на Чемпионате Украины. Наконец, на общеукраинском телевизионном канале СТБ вышел сюжет о команде под названием «Никогда не сдавайся». В 2020 году в украинском научном журнале «Габитус» вышла статья, рассматривающая проект «Феникс» в качестве «примера инициативы по построению системы личностного роста, формирования лидерских качеств, командной работы».
За пять лет с момента основания «Феникс» прошёл путь от команды, которая тренируется и выступает на любительском уровне, до клуба — обладателя Кубка Украины, одной из самых престижных наград в детском футзале. Кроме команды детей, родившихся в 2006 году, была сформирована группа юных футзалистов 2013 года рождения. В марте 2020 года была зарегистрирована общественная организация «Центр социальных молодёжных инноваций „Феникс“».

## Достижения
- 2021/22
  -  Чемпионат Украины по футзалу (U-16) — 1 место
  -  Кубок Украины (U-16)

- 2020/21
  - Чемпионат Украины по футзалу (U-15). Высшая лига — 2 место
  - Кубок Украины (U-15) — 3 место
  - Кубок Лиги (U-15) — 2 место

- 2019/20
  -  Кубок Украины по футзалу (U-14)
  - Чемпионат Украины по футзалу (U-15) — 7 место

- 2018/19
  - Чемпионат Украины по футзалу (U-13). Первая лига — 4 место

## Видео-материалы
- «Феникс»: история одной команды. youtube.com. Дата обращения: 2020-6-1.
- «Феникс» — обладатель Кубка Украины U14 по футзалу! youtube.com. Дата обращения: 2020-6-1.